# Altaisch (Turksprache)
Die altaische Sprache gehört zum sibirischen Zweig der Turksprachen und wird von verschiedenen indigenen Völkern Sibiriens, vorwiegend in der Republik Altai, gesprochen. Bis 1948 lautete der in der Sowjetunion offizielle Name der Sprache Oirotisch. Sie wird heute in einen nördlichen und südlichen Sprachzweig geschieden, die entsprechend als Nord- und Südaltaisch bezeichnet werden.

## Verbreitungsgebiet
Das Verbreitungsgebiet dieser Sprache sind die Gebirgszüge des Altai-Gebirges und Kemerowo in Ost-Sibirien. Die nördlichen Dialekte (Nordaltaisch) haben sehr starke Bezüge zum Kirgisischen, die südlichen (Südaltaisch) hingegen zum Uigurischen.
Gemeinsam mit Russisch bildet Altaisch die Amtssprachen der Republik Altai. Die offizielle Sprache basiert auf einem südlichen Dialekt, der ursprünglich von den Altaj-Kiži gesprochen wurde, aber sukzessive auch in den anderen Teilen der Republik übernommen wurde.

## Sprecherzahlen und Dialekte
Zu den Ethnien, die Varietäten des Altaischen sprechen, gehören Altaier, Telengiten, Teleuten, Tubalaren, Kumandiner und Tschelkanen (Lebediner). Obwohl deren Dialekte oft als eine Sprache betrachtet werden, bestehen starke Verständigungsschwierigkeiten zwischen Sprechern des Südaltaischen und der nördlichen Varietäten.
Baskakov (1958) unterscheidet folgende Dialekte
- Südliches Altaisch
  - Hochaltaisch (Altai-Kischi, Altaj-Kiži)
    - Maima

  - Telengitisch
    - Tölös
    - Tschuja

  - Teleutisch
- Nördliches Altaisch
  - Tubalarisch (heute teils auch als südaltaische Übergangsform zum Nordaltaischen eingeordnet)
  - Kumandinisch
    - Turatschak
    - Solton
    - Starobardinisch

  - Tschelkanisch (auch bekannt als Kuu, Lebedinisch)

Als nahe Verwandte der nördlichen Varietäten gelten Schorisch und Tschulym-Tatarisch, welche beide statt des inter-vokalen *d ein -j- verwenden, wohingegen Mras Schor und Mittelchakassisch ein -z- verwenden und generell dem Chakassischen ähnlicher sind.

## Klassifizierung
Aufgrund der geographischen Isolierung im Altai-Gebirge und der unscharfen Trennung von den Umgebungssprachen ist die Klassifizierung des Altaischen innerhalb der Turksprachen nach wie vor umstritten. Die geographische Nähe zur schorischen und chakassischen Sprache legt eine Einordnung als Subgruppe der sibirischen Turksprachen (auch nördliche oder nordöstliche Turksprachen genannt) nahe, und innerhalb dieser in eine südliche Untergruppe, die manchmal gegen die nördlichen Jakutisch/Sacha und Dolganisch abgegrenzt wird.
Gewisse Ähnlichkeiten mit der kirgisischen Sprache erlauben aber auch eine Zuordnung zu den kiptschakischen Sprachen. In einer neueren Klassifizierung betrachtet Tâlat Tekin Südaltaisch sogar als eigene Subgruppe innerhalb der Turksprachen, während er die nordaltaischen Dialekte in eine Gruppe mit dem Tschulym-Tatarischen und dem Kondoma-Dialekt der Schoren einreiht.

## Schrift
Eigenständige Schriftsprache ist Altaisch erst seit 1845 mit einer modernisierten kyrillischen Schrift. 1928 wurde das Neue Turksprachige Alphabet eingeführt, das allerdings 1938 wieder durch modifizierte kyrillische Schriftzeichen abgelöst wurde und bis heute verwendet wird.
1938 wurden den regulären 33 Buchstaben des kyrillischen Alphabets vier weitere hinzugefügt, um die altaische Sprache korrekt wiederzugeben: Јј, Ҥҥ, Ӧӧ, Ӱӱ.

## Aussprache
Wie bei der Klassifikation lässt sich auch die Aussprache nicht einheitlich darstellen. Da sich die Dialekte stark voneinander unterscheiden, bezieht sich diese Darstellung auf die offizielle Amtssprache der Republik Altai.

### Konsonanten
|                     | Bilabial | Bilabial | Dental | Dental | Alveolar | Alveolar | Palatal | Palatal | Velar | Velar |
| ------------------- | -------- | -------- | ------ | ------ | -------- | -------- | ------- | ------- | ----- | ----- |
| Plosive             | p        | b        | t      | d      |          |          | c       | ɟ       | k     | ɡ     |
| Nasale              | m        | m        | n      | n      |          |          |         |         | ŋ     | ŋ     |
| Frikativ            |          |          |        |        | s        | z        | ʃ       | ʒ       | x     | ɣ     |
| Flap                |          |          |        |        | ɾ        | ɾ        |         |         |       |       |
| Approximant         |          |          |        |        |          |          | j       | j       |       |       |
| Lateral Approximant |          |          |        |        | l        | l        |         |         |       |       |

Der stimmhafte palatale Plosiv /⁠ɟ⁠/ wird – vor allem am Wortanfang – in jedem Dialekt anders verwendet. Sogar innerhalb desselben Dialektes findet man starke Variationen. Ein Beispiel für die Unterschieden zwischen den Dialekten ist das Wort „nein“ јок: [coq] (Kuu-Dialekt) und [joq] (Kumandi).

### Vokale
Das Altaische unterscheidet acht Vokale, die jeweils lang oder kurz ausgesprochen werden können.
|             |            | Kurz        | Kurz  | Lang | Lang |
| ----------- | ---------- | ----------- | ----- | ---- | ---- |
| Geschlossen | Offen      | Geschlossen | Offen |      |      |
| Wortanfang  | ungerundet | i           | e     | iː   | eː   |
| Wortanfang  | gerundet   | y           | ø     | yː   | øː   |
| Wortende    | ungerundet | ɯ           | a     | ɯː   | aː   |
| Wortende    | gerundet   | u           | o     | uː   | oː   |

## Morphologie und Syntax

### Pronomen
Das Altaische kennt prinzipiell sechs Personalpronomen:
| Singular                 | Singular      | Plural                   | Plural               |
| Altaisch (Transkription) | Deutsch       | Altaisch (Transkription) | Deutsch              |
| ------------------------ | ------------- | ------------------------ | -------------------- |
| мен (men)                | Ich           | бис (bis)                | Wir                  |
| сен (sen)                | Du (Singular) | слер (sler)              | Ihr (Plural, formal) |
| ол (ol)                  | Er/sie/es     | олор (olor)              | Sie (Plural)         |

Je nach Dialekt unterscheiden sich die verwendeten Pronomen stark voneinander. Als Beispiel dient hier die Verwendung im Qumandin-Dialekt.
| Singular                 | Singular      | Plural                   | Plural               |
| Altaisch (Transkription) | Deutsch       | Altaisch (Transkription) | Deutsch              |
| ------------------------ | ------------- | ------------------------ | -------------------- |
| мен (men)                | Ich           | пис (pis)                | Wir                  |
| сен (sen)                | Du (Singular) | снер (sner)              | Ihr (Plural, formal) |
| ол (ol)                  | Er/sie/es     | анар (anar)              | Sie (Plural)         |